# Rue Conrad-Adenauer
La rue Conrad-Adenauer est une voie de communication de Rosny-sous-Bois.

## Situation et accès

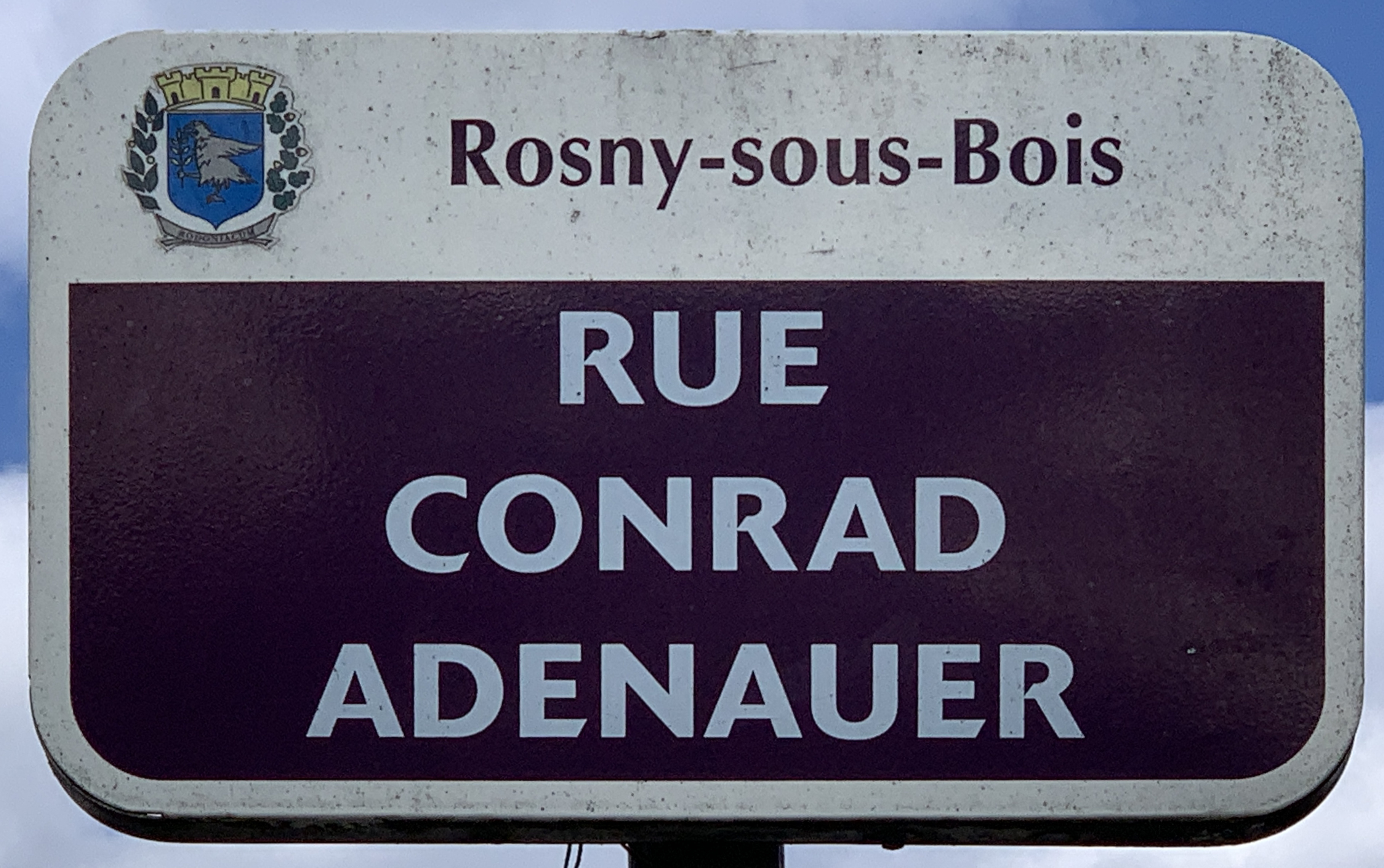
Plaque rue Conrad-Adenauer, 2021.

La rue est desservie par la gare de Rosny-Bois-Perrier, sur la ligne de Paris-Est à Mulhouse-Ville.

## Origine du nom

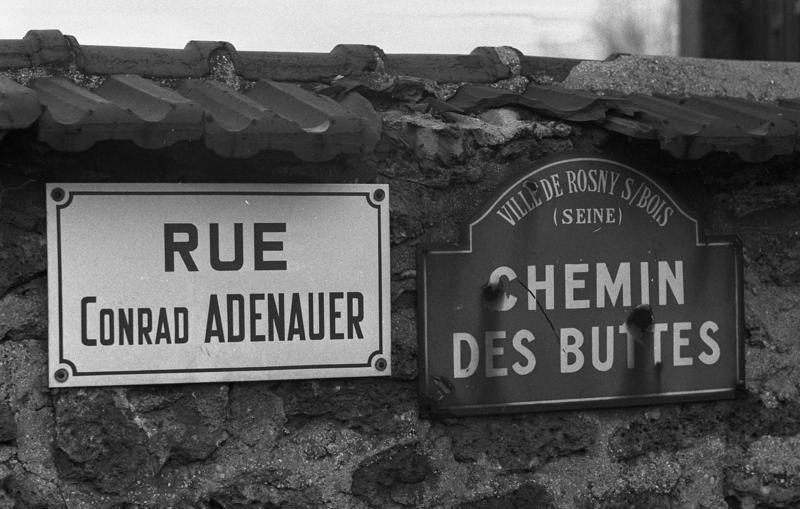
Plaques en 1968.

Elle rend hommage à Konrad Adenauer, (1876-1967), maire de Cologne, premier chancelier fédéral de la République fédérale d’Allemagne, de 1949 à 1963.

## Historique

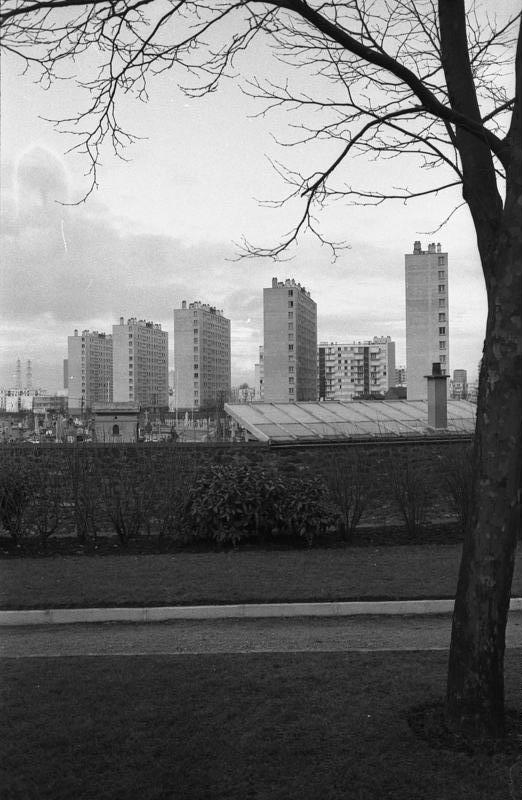
Au loin, de l'autre côté du cimetière, les immeubles de la Résidence du Grand-Pré.

Cette rue s'appelait autrefois « chemin des Buttes », du nom du lieu-dit « Les Buttes », sur lequel fut créé le cimetière en 1820.
Au début du XXe siècle, une nombreuse population d'origine italienne s'installa à cet endroit.
Elle est renommée en 1967 « rue Conrad-Adenauer », avec la francisation de l'orthographe du prénom Conrad.

## Bâtiments remarquables et lieux de mémoire
- Ancien cimetière de Rosny-Sous-Bois[3].
- Centre commercial Westfield Rosny 2.
- UGC Ciné-Cité Rosny[4].